# Fernando Gabriel García
Fernando Gabriel García (* 31. August 1981 in San Fernando de la Buena Vista) ist ein argentinisch-italienischer Handballspieler.

## Karriere

### Verein
Der 1,90 m große Torhüter begann in der Schule mit dem Handball. Bei Ferro Carril Oeste durchlief er die Jugend und gab seinen Einstand bei den Erwachsenen. 2003 wechselte er nach Spanien zu Atlética Avilesina. In Italien war er für SC Gaeta, SC Meran und ASD Albatro Siracusa Club aktiv. Mit dem Team aus Syrakus nahm er am EHF Challenge Cup 2009/10 und am Europapokal der Pokalsieger 2010/11 teil. Seit 2011 steht er beim französischen Verein SMV Vernon Saint-Marcel im Tor, mit dem er aus der zweiten bis in die vierte Liga abgestiegen war und in der Saison 2022/23 in der N1, der dritten französischen Liga, spielte.

### Nationalmannschaft
Mit der argentinischen Nationalmannschaft gewann García viermal die Panamerikameisterschaft sowie je einmal die Panamerikanischen Spiele und die Südamerikaspiele.
Außerdem nahm er an den Olympischen Spielen 2012 und 2016 sowie den Weltmeisterschaften 2003, 2005, 2007, 2009, 2011, 2015 und 2017 teil.

### Erfolge
Panamerikameisterschaft:
- Gold 2004, 2010, 2012, 2014
- Bronze 2016[3]

Panamerikanische Spiele:
- Gold 2011
- Silber 2003, 2007, 2015

Südamerikaspiele:
- Gold 2002
- Silber 2010, 2014